# هراوي (صفد)
هرّاوي، قرية فلسطينية مهجرة تبعد 18 كيلومتر شمال مدينة صفد. هُجرت القرية على يدّ القوات الصهيونية في تاريخ 25 مايو من عام 1948.

## القرية تاريخيًّا وجغرافيًّا
نهضت على قمة جبل في الجليل الشرقي الأعلى وكانت تُشرف على سهل الحولة. كما كانت تمرّ بها درب جبلية، ذات اتجاه شمالي غربي، تصلها بقرية قُدس. أحاطت القرية الكثير من الغابات، أمّا منازلها فكانت مجمهرة إجمالًا على شكل دائري، وإن كان بعضها الأحدث عهدًا بات يشيّد باتجاه الشرق.
تكثر الأدلة في القرية على أنّها كانت آهلة فيما مضى، ولا سيما أيام البيزنطنين. كما وتضم الخرائب القديمة أسس حيطان، أرضيات مرصّعة بالفسيفساء، معصرة للخمر ونقوشًا باليونانية.

## احتلال القرية وتطهيرها عرقيًا
أوردت صحيفة (فلسطين) اليومية، في شباط /فبراير 1948، نبأ حادثة مبكرة وقعت في جوار القرية. استناداً إلى هذا النبأ فقد وقع باص للعرب، كان متجهًا من الحولة إلى صفد، في كمين نصبته وحدة صهيونية عند هرّاوي في 12 شباط/ فبراير إذ انفجر لغم تحت الباص، ثمّ أطلق المهاجمون النار على الركاب ورموهم بقنابل حارقة، فقُتل على إثر ذلك أربعة أشخاص في 5 أيار/ مايو 1948.
ذكر قائد جيش الإنقاذ العربي فوزي القاوقجي، أنّ اليهود احتلوا كل التلال المحيطة بهرّاوي، حيث جرى ذلك في المراحل الأولى من عملية يفتاح، وكان فوج اليرموك الثاني من جيش الإنقاذ، بقيادة المقدم أديب الشيشكلي الذي صار فيما بعد رئيسًا للجمهورية السورية، هو المسؤول عن حماية المنطقة. من المرجح أن تكون القرية احتلت في أواسط أيار/ مايو، لأنّ القوات العربية ادّعت أنها استردّت هرّاوي بعد دخول الجيوش العربية فلسطين. بدورها ذكرت صحيفة (نيورك تايمز) بناءًا على تقرير ورد إليها من دمشق بتاريخ 17 أيار مايو؛ أنّ الجنود اللبنانيين والمقاتلين العرب (غير النظاميين) المدعمون بالطيران السوري، زعموا أنّهم انتصروا في الهرّاوي وفي قرية المالكية، الواقعة على بعد 5 كم إلى الشمال الغربي. لكن من الجائز ألّا تكون القرية بقيت طويلًا في يد العرب لأن القريتين الأقرب إلى هرّاوي؛ ملاحة وبيسمون. سقطتا في يد الإسرائيليين عند نهاية عملية يفتاح في 25 أيار.

## القرية اليوم
لم يبق أيّ أثر من القرية. تغلب الغابات على ذروة الجبل، حيث كانت القرية وعلى سفوحه. بات بعض أراضي المنطقة غابة، بينما غرس الإسرائيليون الأشجار المثمرة في بعضها الآخر.

## المستعمرات الإسرائيلية على أراضي القرية
لا مستعمرات إسرائيلية على أراضي القرية، وإن كانت «رموت نفتالي» التي أسّست في سنة 1945 شمالي\ شمالي شرقي هراوي، تقع على أراضي قرية النبي يوشع المتاخمة لها.

## وصلات خارجية
- هراوي ترحب بكم